# Listeria costaricensis
Listeria costaricensis (cos.ta.ri.cen′sis N.L. fem. adj. costaricensis ‘de Costa Rica', el país en donde el tipo fue aislado) es una especie de bacteria del género Listeria. Es una bacteria grampositiva, un bacilo que no forma esporas, clasificada como facultativa anaeróbica. Las colonias son opacas y de pigmentos amarillentos no típicos de especies en el género Listeria, con una forma plana y margen entero en fusión cerebro-corazón (BHI). El crecimiento ocurre entre 22 y –42 °C, con crecimiento óptimo entre 30 y –37 °C. Tiene motilidad en 37 °C. La bacteria resulta negativa para catalasa, hemólisis y reducción de nitrito. Puede ser diferenciada de otras especies del género Listeria por la ausencia de reacción de catalasa, la producción de ácido de 5-ketogluconato de potasio y de un pigmento amarillo en BHI. Es presumiblemente no patogénica debido a la carencia de hemólisis y genes patogénicos en su genoma.
La especie fue aislada en agosto de 2015 del sistema de drenaje de una planta de procesado de alimentos en el norte de la provincia de Alajuela, Costa Rica, a través de a una investigación conjunta de científicos del Instituto Tecnológico de Costa Rica en Cartago, Costa Rica e investigadores del Instituto Pasteur, París, Francia. El descubrimiento fue publicado en 2018.